# ۲-نیتروفلورن
۲-نیتروفلورن (به انگلیسی: 2-Nitrofluorene) یک ترکیب شیمیایی با شناسه پاب‌کم ۱۱۸۳۱ است. 